# Cayuse

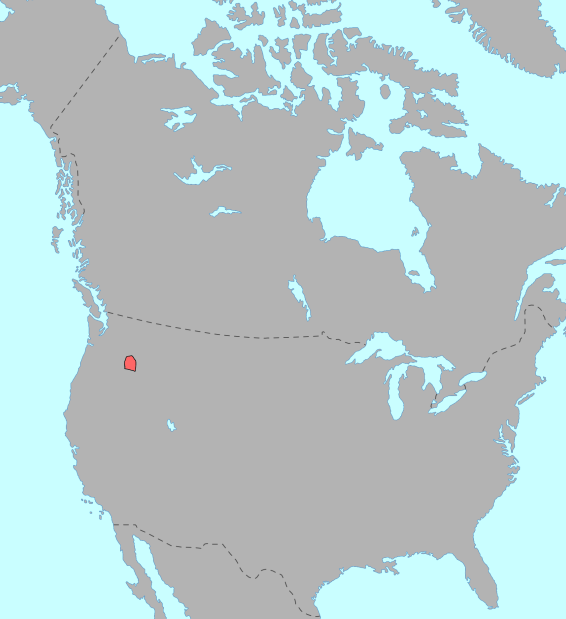
Cayuse.

Los Cayuse son una tribu amerindia, que hablan una lengua aislada, pero que está relacionada con las lenguas penutíes. Se hacen llamar Tetawken "nosotros, el pueblo".

## Localización
Viven en el estado de Oregón, más concretamente en las Blue Mountains. En la actualidad, viven en la reserva Umatilla (Oregón), pero su cuartel general está en Pendleton.

## Demografía
En el año 1904, eran 404 individuos, aunque ya en 1960 la cifra bajó hasta los 384 indios. Según el censo realizado por EUA en el 2000, solamente perduraban 60 cayuse puros, 29 con otras razas, y 3 con otras razas y otras tribus. En total sumaban 126 individuos. Según información de la BIA del año 1995, en la Reserva de Umatilla de Oregón había 2.154 habitantes.

## Historia

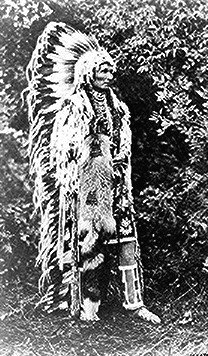
Umapine (Wakonkonwelasonmi), jefe cayuse, 1909.

Los Cayuse no fueron muy conocidos hasta que, en el año 1836, el misionero Marcus Whitman, junto con su esposa Narcissa Whitman y Eliza Spalding, fundaron la Wailatpua Mission. Las relaciones con los cayuse no marchaban del todo bien, y en 1847, cuando los jefes Tilokaikt y Tomahas cayeron enfermos, fueron a la misión para pedir medicinas, y Marcus se negó a propiciárselas, por esta razón los dos indios, junto con 13 indios más, los mataron. Así fue como comenzó la llamada Guerra Cayuse. Durante este período, Cornelius Gilliam mató 30 indios cayuse y palus en su campamento, pero murió en combate por los indios. La guerra finalizó en 1850, cuando los dos caudillos, Tilokaikt y Tomahas, fueron hechos prisioneros y colgados en la horca. Por este motivo, en 1853 fueron conducidos a la Reserva Umatilla con otras tribus del estado de Oregón, pero esto les motivó a apoyar las revueltas de los Yakama el 1855, de los Bannock el 1878, y la de los Nez Perce.

## Costumbres
Los Cayuse antiguamente eran conocidos por su riqueza en posesión de caballos, e incluso dieron nombre a una especie de poni. Proporcionaban caballos a muchas tribus de la zona. Vivían en cabañas alargadas o en tipis hechos con ramas de los matorrales. Las mujeres llevaban mantas y sombreros de paja en forma cónica. Los hombres vestían camisas de ante con agujeros. Por lo demás eran bastante parecidas a las demás tribus del lugar.

## Lengua
Los Cayuse hablaban una lengua cercanamente emparentada con el molala. Frecuentemente se engloba el cayuse-molala dentro de las lenguas penutíes de la Meseta. La siguiente es una lista comparativa de los pronombres:
| GLOSA                | Sahaptin | Molala | Cayuse | Klamath | Lutuami |
| -------------------- | -------- | ------ | ------ | ------- | ------- |
| 1.ª persona singular | in       | ʔína   | ínin   | ni      | ni      |
| 2ª persona singular  | im       | kíˑ    | nikí   | ʔi      | i       |
| 3ª persona singular  | ipi      | níˑp   | nip    | bi      | hut     |
| 1.ª persona plural   | nun      | kimt   | námək  | naˑd    | nat     |
| 2ª persona plural    | ima      | kimt   | mkímiš | ʔaˑd    | at      |
| 3ª persona plural    | inma     | nimt   | nípik  | baˑd    | hutsa   |